# Ulises I

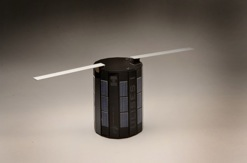
Maqueta del Ulises I

Ulises I es un proyecto de arte, ciencia y tecnología, desarrollado por el Colectivo Espacial Mexicano, que consiste en la construcción y el lanzamiento al espacio de un satélite artificial. Inició en enero de 2011, bajo la dirección de Juan José Díaz Infante Casasús está diseñado como una pieza de arte (una ópera contemporánea) que se mantendrá en órbita polar alrededor de la Tierra durante 4 meses y transmitirá su señal por banda civil/amateur 433 MHz.
Ulises I, fue ensamblado en México con circuitos de origen estadounidense (TubeSat), y el armado estuvo a cargo del Centro Multimedia, del Centro Nacional de las Artes y el Instituto Nacional de Astrofísica, Óptica y Electrónica (INAOE).
Su lanzamiento estaba programado para 2019, pero aún no se lanza.

## Historia de una misión espacial
Enero de 2011

- Inicia el proyecto “Ulises I” como parte de un programa de residencias de la Fonoteca Nacional, mismo que se incluyó en el Festival PLAY 2011.[3]

- Fue conformado el Colectivo Espacial Mexicano

12-16 abril de 2011 

- Manizales, Colombia. Presentación de Ulises I durante el marco del festival Internacional de la Imagen.[4]

Mayo de 2011

- México, DF. Adquisición del nano satélite “Tubesat” en los Estados Unidos y envío a México.
- Cambridge, Massachusetts, EU. Presentación del proyecto Ulises I en el Massachusetts Institute of Technology (MIT),[5] ante la comunidad de científicos y astronautas.

Junio de 2011

- Primeras pruebas de programación del chip que irá dentro del satélite, a cargo del Centro Multimedia, del Centro Nacional de las Artes.

23 de junio de 2011

- México, DF. Inauguración de la exposición "Ulises I", en la Fonoteca Nacional. Festival Play 2011.[6]

Septiembre de 2011

- México, DF. Exposición Ulises I, Galería EPSON
- Juan José Díaz Infante, como representante del Colectivo Espacial Mexicano, es invitado a unirse al comité cultural de la Federación Internacional de Astronáutica: ITACUS (ITA Committee on Underground Space)[7]

14-21 septiembre de 2011

- Estambul, Turquía. Presentación del proyecto Ulises I en ISEA 2011 (International Symposium on Electronic Art)

6 de octubre de 2011

- Londres, Inglaterra. Presentación dentro del evento Kosmika de octubre, organizado por The Arts Catalyst[8]
- The Arts Catalyst Archivado el 28 de abril de 2012 en Wayback Machine. se une a la promoción del proyecto, como representante en Europa, y apoya su participación en ISEA 2012.[9]

Noviembre de 2011 

- La Fonoteca Nacional promueve nuevos patrocinadores para hacer que el proyecto tenga una duración mayor al 2012: creación de nuevas misiones y la construcción de más de un satélite.
- Se establece como nuevo eslogan del proyecto “Fallar no es una opción”.

Diciembre de 2011

- Visita Albuquerque, Nuevo México, EU. Preparativos para ISEA 2012 (19-24 de septiembre de 2012).

Enero de 2012

- Presentación de Ulises I en el Instituto Politécnico Nacional Confirmación para participar en el marco del International Simposium of Electronic Arts 2012 (Albuquerque, Nuevo México, EU)

Febrero de 2012

- En acuerdo con expertos de la UNAM, se establece la base terrestre de Ulises I desde donde será monitoreada la transmisión y trayectoria del satélite

Marzo de 2012

- París, Francia. Presentación en Kosmica Paris: une réunion galactique pour les esprits à la curiosité cosmique
- Diseño de un posible programa de constelaciones para ser presentado a la Agencia Espacial Mexicana
- Armado de PCBs

Abril de 2012

- Primer prototipo armado
- Programación de las obras

Mayo-julio, 2012

- Pruebas de vibración
- Pruebas de temperatura

Agosto de 2012

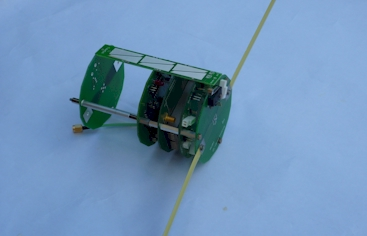
Interior de Ulises I

- Comienzan los trabajos de soldadura de Ulises I en el Centro Multimedia

Septiembre de 2012

- Exposición en el Balloon Museum, Albuquerque, EU
- Participación del Colectivo Espacial Mexicano en ISEA 2012
- 2.º Congreso Nacional y 1.er Congreso Latinoamericano de Ciencia y Tecnología Aeroespacial (17-21 de sep. San Luis Potosí, México)

Febrero de 2013

- Arizona, EUA. Conferencia de Ulises I, ante la comunidad de académicos y estudiantes de Arizona State University. Área de Artes, medios e ingeniería y el Institite for Science and Imagination

Se establece la edición del libro tipo diario, de Ulises I con Edward Finn

- México DF. Se establece, en alianza con la UNAM, el inicio del proyecto Ulises 2.0, con apoyo semilla de la REDCyTE (Conacyt)

Abril de 2013

- Ulises 1, recibe la constancia de inscripción como miembro de la Sociedad Mexicana de Ciencia y Tecnología Aeroespacial (México, DF)

12 de abril de 2013

- Ulises I participa en la UAM en el festejo internacional de la Noche de Yuri
- Inicia el montaje de la exposición en el Museo de Tecnología, CFE en México DF.

18 de abril de 2013

- México, DF. Inauguran la exposición temporal de Ulises I, nanosatélite mexicano, en el MUTEC, con autoridades de la AEM, el Congreso y la CFE.

2-5 de septiembre de 2013

- Taller de pequeños satélites, CEM, CCD, Gerard Auvray, INAOE, IPN y Centro Multimedia. (Escuela de Satélites de México ESAT MX)

15 de septiembre

- Inauguración en la Casa de la Poesía, Amay, Bélgica

Octubre de 2013

- Inauguración exposición colectiva, CENTROCENTRO, Madrid, España
- Quo+Discovery Channel, otorgan reconocimiento a Ulises I

11 de diciembre de 2013 

- Presentación al Lic. Tovar y de Teresa, definición de proyecto de Escuela de Satélites en el Centro de Cultura Digital

12 de diciembre de 2013

- Se termina la integración de Ulises I en el INAOE, Puebla

Enero de 2013
- Reunión con Secretario de Educación de Puebla, embajador José Alberto Lozoya, presentación de proyecto para generar interés a que Puebla participe como un elemento activo en el lanzamiento de Ulises I

29 de enero de 2014 

Visita Universidad Arizona: Centro de la Ciencia y la Imaginación. Avances del Libro de Ulises I, con Edward Finn

5 de febrero de 2014

- Conferencia de Prensa INAOE, Tonantzintla, Puebla

10 de febrero de 2014
- Presentación de Ulises I terminado con el apoyo del INAOE, Puebla

20 de marzo de 2014

- ITACCUS, presentación de la Escuela de Satélites de México ESAT MX, durante la junta de primavera, en París.

Mayo de 2014

- Presentación en la Universidad de las Américas, Puebla
- Presentación en la Feria del Libro Universitario, Xalapa

Junio de 2014 

- Conferencia en el Planetario de Colombia
- Conferencia en el Instituto Politécnico Nacional
- Presentación de la Escuela de Satélites de México en el Centro de Cultura Digital

Lanzamiento en proceso

- Finales del 2014 pruebas de vibración en Brasilia y envío a la Agencia Espacial Japonesa
- Lanzamiento del Ulises I desde Tokio, a la Estación Espacial Internacional, Módulo Japonés

2 meses después

- Lanzamiento al espacio

## Una ópera del espacio
Ulises I pondrá en órbita una ópera conceptual. El término ópera se utiliza en este proyecto en su definición original: un híbrido. Según explica Díaz Infante: “en el siglo XVI, la ópera comienza cuando se agrega música al teatro griego para hacerlo compresible para la realeza italiana. En el siglo XXI el término ópera es un nuevo híbrido, con los nuevos elementos y materiales de nuestro tiempo. El Ulises y la ópera tienen que ver con su proceso, la ópera es la historia completa, una historia desde el principio hasta su final. Una obra en varios niveles de lectura. Todo comienza con una idea de construir una realidad de alta tecnología desde un país en vías de desarrollo. Revisitando a Duchamp, el objeto del arte no es el objeto del arte, el objeto es el centro de la discusión”.

## Ulises I y Julio Verne
En el XIX el imaginario del futuro fue creado por la obra de Julio Verne. En este proyecto, Ulises I es un dispositivo que pretende ser un disparador de la imaginación en este nuevo siglo que busca desesperadamente su imaginario posible: sobra tecnología, falta imaginación.

Ulises I es una referencia a la necesidad de la creación de ese imaginario, y se vuelve doblemente significativo al ser un imaginario propuesto por un país del tercer mundo (México). El momento coyuntural que vive el mundo y el país representa una crisis (el ideograma chino de "crisis" se compone de dos signos, "pánico" y "oportunidad") en este sentido, Ulises busca ser un referente de una nueva posibilidad de futuro, donde los proyectos espaciales no sólo estén relacionados con la ciencia y las instituciones, sino al arte.
El lanzamiento de Ulises I se convierte en una acción poética y pretende indicar que hay momentos donde hay que abandonar las progresiones lógicas o históricas, sobre todo cuando las lógicas no están funcionando. Todo es un acto de consciencia: Ulises I es ese primer paso hacia un nuevo lugar.

## Colectivo Espacial Mexicano
El Colectivo Espacial Mexicano (CEM) es la firma grupal que incluye a todos aquellos involucrados en la generación de ideas, diseño, definición de la misión, gestión, ingeniería, producción, lanzamiento y operación exitosa de las distintas misiones espaciales "Ulises".

En el caso de Ulises I, el CEM está conformado por artistas contemporáneos (compositores, músicos y artistas electrónicos), ingenieros e instituciones que se unieron bajo la dirección de Juan José Díaz Infante, para desarrollar la misión y la tecnología del satélite.

La primera presentación de la obra del CEM fue el 23 de junio de 2011, inauguración de la exposición de Ulises I dentro del marco del Festival Play 2011, organizado por la Fonoteca Nacional (CONACULTA).

Actualmente está activo el proyecto Ulises 2.0, una iniciativa de la UNAM y Juan José Díaz Infante Casasús.

"Cualquiera con cierta intención puede llegar al espacio"

La relevancia de Ulises I, como proyecto científico, radica principalmente en el desarrollo de la célula mínima necesaria para la concepción de un satélite artificial. Esta metodología original establece un procedimiento que puede duplicarse y adaptarse, para ser usado en terrenos de educación, experimentación, arte y ciencia, colocando a México en un alto nivel competitivo en el contexto internacional.

## Instituciones participantes
- Fonoteca Nacional
- PLAY Festival
- Fundación BBVA
- EPSON
- Laboratorio Arte Alameda
- Estudio Jamaica
- IQH
- Sunflower
- Mexpost
- Anderson Abruzzo Balloon Museum, Albuquerque
- Centro Multimedia, Centro Nacional de las Artes
- Secretaría de Relaciones Exteriores
- Instituto de Astrofísica, Óptica y Electrónica

## Sitios relacionados
- Página oficial del Cenart.
- Página oficial de la Fonoteca Nacional.

## Artículos y publicaciones
- Saldrá desde México el primer satélite lleno de obras de arte
- Ulises 1, un proyecto para maridar arte y tecnología.
- Proyecto Ulises I, viaja arte sonoro desde el espacio.
- Lanzarán satélite artificial para transmitir inusitado concierto operístico por el mundo
- Ulises I, un satélite mexicano va al espacio
- Festival PLAY! 2011 @ Fonoteca Nacional
- Ulises I: el primer satélite artificial creado para difundir el arte contemporáneo
- Ulises I será el primer satélite artificial musical
- Ulises I, difundiendo el arte contemporáneo a través de la tecnología

- Datos: Q6155297